# Гидрофосфонат аммония
Гидрофосфонат аммония — неорганическое соединение, 
кислая соль аммония и фосфористой кислоты с формулой NH4H(PHO3),
бесцветные кристаллы,
растворяется в воде.

## Получение
- Действие раствора аммиака на раствор фосфористой кислоты:

{\displaystyle {\mathsf {H_{2}(PHO_{3})+NH_{3}\ {\xrightarrow {}}\ NH_{4}H(PHO_{3})}}}

## Физические свойства
Гидрофосфонат аммония образует бесцветные кристаллы,
хорошо растворяется в воде,
не растворяется в этаноле.